# Hwach'a
Hwach'a ou hwacha (hangul: 화차; hanja: 火車; rr: Hwacha; MR: Hwach'a; carro-de-fogo) é um antigo lança-foguetes da Coreia. Foi utilizado como defesa contra os ataques japoneses na década de 1590. É considerado o fator que mais contribuiu para a vitória coreana.

## Estrutura

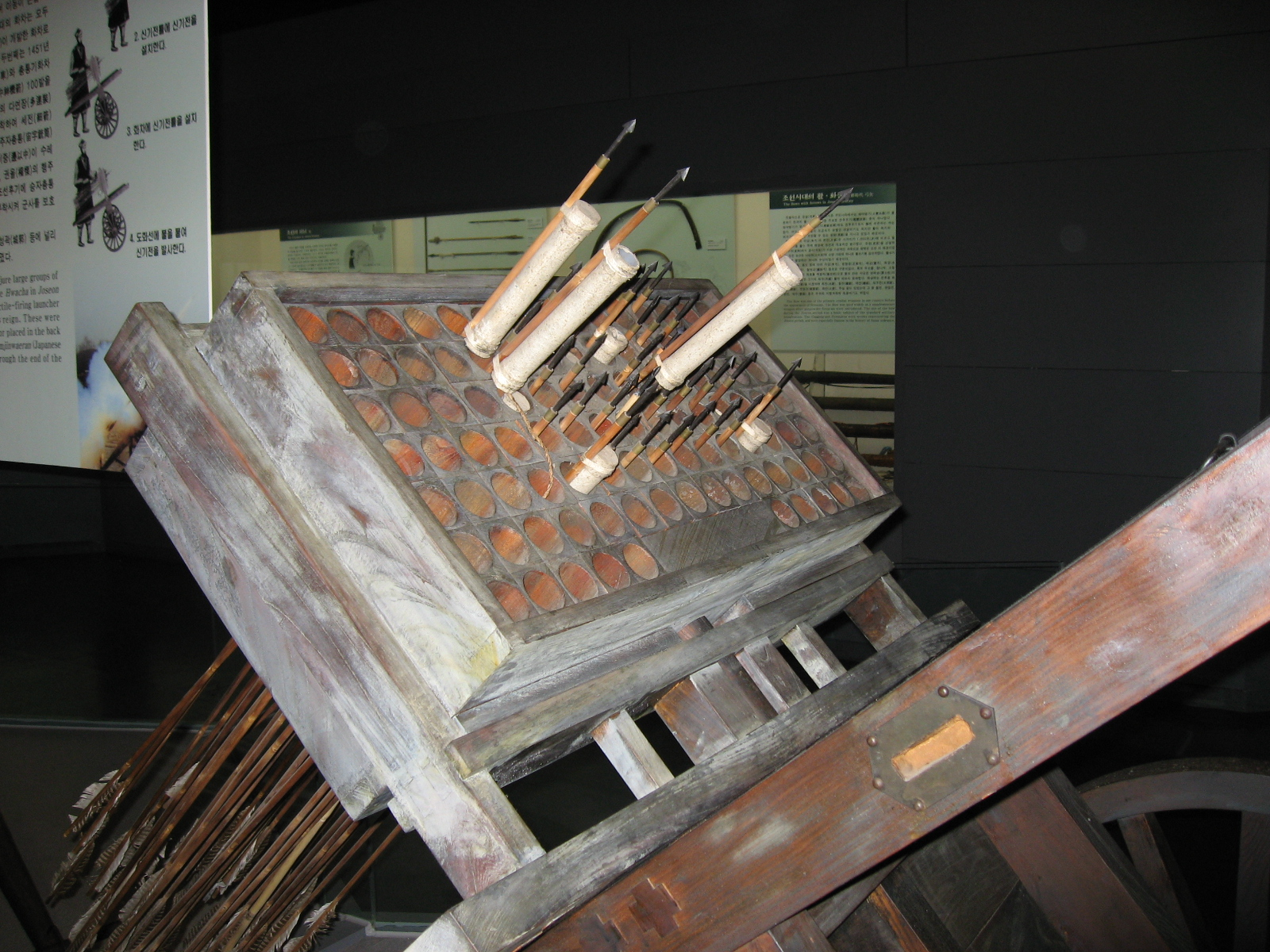
Órgão de lançamento do hwach'a, com capacidade para 100 a 200 flechas.

O hwach'a consiste basicamente em uma carroça de 2 rodas com duas varetas, que podem ser utilizadas para empurrar e puxar a carroça, e um órgão de lançamento com espaços tubulares onde eram colocados os singjieons (hangul: 싱글; rr: singjieon; flecha da máquina mágica).
O singjieon é uma flecha com pólvora na parte anterior. O funcionamento era similar ao do canhão, com os singjieons impulsionados pela ignição da pólvora. O órgão de lançamento tinha capacidade para 100 a 200 flechas ou espinhos de ferro.

## Uso

O funcionamento do hwach'a. Note a corda sendo puxada. (A imagem não mostra a montagem do hwach'a)

A peça é feita para ser usada na defesa, embora também seja ótima para atacar navios. Um hwach'a era acompanhado de um grupo de escolta e deveria ser montado antes da utilização. 

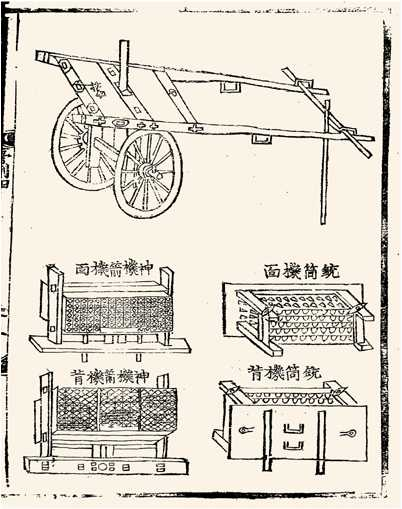
Planos para a montagem do hwach'a, pintados num período próximo ao Sec. XVI.

Uma bolsa de pólvora era colocada em cada porta de ignição, onde seriam colocados os singjieons.  ignição. O processo era dificultado quando os hwach'as eram utilizados em navios. Os atiradores deveriam estar num lugar estável e próprio para artilharias, assim poderiam atingir o máximo de precisão. Os lugares preferidos eram o convés, onde poderiam atingir as velas do navio adversário, e a sala dos remadores, onde poderiam atingir as janelas ou o casco do barco do inimigo.
O alcance do hwach'a era limitado e afetado pelo efeito Magnus. Tal alcance também era prejudicado por chuvas, ventanias e outras condições climáticas adversas, mas poderia ser maximizado colocando o hwach'a numa montanha e num ângulo de 45°.